# Coppa Libertadores (calcio femminile)
La Coppa Libertadores, nota anche come CONMEBOL Libertadores Femenina e Copa Libertadores Feminina, è la massima competizione sudamericana di calcio femminile per club ed è organizzata annualmente dalla CONMEBOL. Ultimamente per far crescere il calcio femminile in America meridionale la CONMEBOL ha deciso che i club maschili che non hanno un club femminile non potranno partecipare alla Coppa Libertadores.
La squadra più titolata del torneo e campione in carica è il Corinthians con quattro successi.

## Storia
La competizione è stata ufficialmente annunciata nel marzo 2009 ed è stata approvata dal comitato esecutivo della CONMEBOL il 3 luglio dello stesso anno La prima edizione della competizione si è svolta a Santos e a Guarujá, in Brasile, dal 3 ottobre al 18 ottobre 2009 ed è stato organizzato dalla CONMEBOL, dalla Federação Paulista de Futebol, dalla Confederação Brasileira de Futebol e dal Santos.

## Formula
Alle prime due edizione del torneo hanno partecipato dieci squadre, una per ogni paese della CONMEBOL, divise in due gruppi di cinque squadre ciascuno. Le due squadre migliori di ogni gruppo si qualificano per giocare la semifinale e i vincitori poi giocano la finale, mentre le perdenti giocano il terzo posto.
A partire dal 2011, il numero di squadre è aumentato a dodici che sono state divise in tre gruppi di quattro. I vincitori del gruppo e il miglior secondi classificati avanzano alle semifinali.
Le prime sei edizioni sono state disputate in Brasile. Ma nel 2015 la competizione si è spostata per la prima volta in Colombia a Medellín.

## Albo d'oro
- 2009[7]:  Santos (1)
- 2010[8]:  Santos (2)
- 2011:  São José (1)
- 2012:  Colo-Colo (1)
- 2013:  São José (2)
- 2014:  São José (3)
- 2015:  Ferroviária (1)
- 2016[9]:  Libertad/Limpeño
- 2017:  Audax/Corinthians (1)
- 2018:  Atlético Huila (1)
- 2019:  Corinthians (2)
- 2020:  Ferroviária (2)
- 2021:  Corinthians (3)
- 2022:  Palmeiras (1)
- 2023:  Corinthians (4)
- 2024:  Corinthians (5)

## Statistiche

### Vittorie per club
| Club                            | Finali giocate | Vittorie | Sconfitte | Anni finali vinte            | Anni finali perse |
| ------------------------------- | -------------- | -------- | --------- | ---------------------------- | ----------------- |
| Audax/Corinthians e Corinthians | 5              | 5        | 0         | 2017, 2019, 2021, 2023, 2024 |                   |
| São José                        | 3              | 3        | 0         | 2011, 2013, 2014             |                   |
| Santos                          | 3              | 2        | 1         | 2009, 2010                   | 2018              |
| Colo-Colo                       | 4              | 1        | 3         | 2012                         | 2011, 2015, 2017  |
| Ferroviária                     | 3              | 2        | 1         | 2015, 2020                   | 2019              |
| Palmeiras                       | 2              | 1        | 1         | 2022                         | 2023              |
| Libertad/Limpeño                | 1              | 1        | 0         | 2016                         |                   |
| Atlético Huila                  | 1              | 1        | 0         | 2018                         |                   |

### Vittorie per nazione
| Paese    | Titoli | Squadre vincenti                                                                     |
| -------- | ------ | ------------------------------------------------------------------------------------ |
| Brasile  | 13     | Corinthians (4), São José (3), Santos (2), Ferroviária (2), Audax (1), Palmeiras (1) |
| Cile     | 1      | Colo-Colo (1)                                                                        |
| Colombia | 1      | Atlético Huila (1)                                                                   |
| Paraguay | 1      | Libertad/Limpeño (1)                                                                 |